# ディレクターズ・カンパニー
ディレクターズ・カンパニーは、かつて存在した映画製作会社。略してディレカンとも表記される。1982年6月25日設立、1992年5月倒産。

## 概要
従来の大手映画会社の制約から自立した映画作家による、作家性と娯楽性を両立した映画製作の拠点として1982年6月に、長谷川和彦を中心として、当時新進の映画監督9人で設立した。当時で言えば「将来を有望視されている若手実力派の総決起」という印象だった。大手映画会社に頼っていては自分たちの希望する映画は作れないとの趣旨で、団結することとなった。長谷川が「将来はスタジオや映画館も持ちたい」などとぶち上げ、設立メンバーは平均年齢31歳と、いずれ劣らぬ個性派集団として、ヤングの間で人気の高い実力派監督という評価だったことから、既成の映画概念をぶち破る斬新で面白い作品を産み出すに違いない、という大きな期待が寄せられた反面、1969年に黒澤明、木下惠介、市川崑、小林正樹の大監督4人で結成した制作プロ「四騎の会」が『どですかでん』一本で自然消滅した前例もあり、先行きを不安視する見方もあった。

## メンバー
- 長谷川和彦 - 代表
- 石井聰亙
- 井筒和幸
- 池田敏春
- 大森一樹
- 黒沢清
- 相米慎二
- 高橋伴明
- 根岸吉太郎[出典 8]

- 宮坂進 - 社長
- 長谷川安弘 - 副社長

## 設立経緯
ディレカン設立は、長谷川和彦が「映画はとても金のかかるビジネス。一本やって次の作品を作るエネルギーを蓄えるのが大変。カセ（枷）をはめずに人間関係や行動を広げられるカンパニーを作れないか」「一人の監督の主宰する独立プロではなくて企業としてもちゃんと映画を作っていける集まりを作りたい」などと相米慎二と根岸吉太郎にしたら、二人が「やるなら乗ってもいい」と応えたことを発端とする。
映画作りの主導権を貫くため、映画界外のスポンサーを探していたが、これを文化活動と理解を示した財界筋のあるスポンサーが見つかり、協力を約束してくれたことから設立を決めた。この財界筋のあるスポンサーは誰だかは分からない。会社のため、各映画監督は年俸制の契約条件が決められた。企画の決定権は9人の監督の合議制ではなく、映画関係以外のブレーンを含めた企画部に社長以下4人の社員と2人の監督が交代制で権限を持った。当時のプログラムピクチャーの弱点だった企画と脚本に、納得いくまで時間をかけて完璧を期す、また各監督がお互いに他の監督作品をプロデュース、脚本を担当し、個性や長所を活かす"相互乗り入れ"方式を執る、ユニークな映画作りを目指す方針であった。
長谷川はディレカン設立直前の「シナリオ」のインタビューで、当時勢いのあった山本又一朗や荒戸源次郎、佐々木史朗、角川春樹、辻信太郎など、地位を上げつつあったプロデューサーに比べて、映画監督はまだ雇われ感が強く、団結して地位を上げたいという思いと、自身の出身でもある今村プロのような、60年代に数多く設立された、一監督独立プロではなく、しっかり利益を追求する新しいタイプの独立プロを目指したい、各監督が今までよりは、もっともっとプロデューサー的視点と責任を持たないといけない、自分自身の作品だけじゃなく他の監督の作品に対して、内に潜んでいた未使用の能力を開発して、個ではうまく機能しなくても複合体になれば動くかもしれないし、そうやってカンパニーがある種の弾力性を持った大人の球体になっていけば、これまで個でいたら持てなかった他との接点を持てるようになると思う、などと話していた。結果的に監督がプロデューサー的視点を持つというのは難しかったようで、監督ばかりでプロデューサーがいなかったということが失敗の原因と指摘する論調が多い。

## 歴史
設立に参加した9人は、日活や、ピンク映画、自主映画と出身はそれぞれ異なっていたが、クロスして意気投合し、ジャーナリズムからも大いに注目された。旗揚げ作品は、設立年の1982年秋、〈ピンク！朱に染まれ〉と銘打たれた、泉谷しげる監督『ハーレム・バレンタインディ』、宇崎竜童監督『さらば相棒』、高橋伴明監督『狼』の中編三本立て。1984年4月封切りの池田敏春監督『人魚伝説』が、本格的劇映画第一作目となる。
社長の宮坂進は博報堂の元営業マンで、そのルートから、最初は映画だけではなく、CM、カラオケビデオ、企業VP（Video Package）などの仕事がたくさんあり、各監督は常に仕事をしていた。発足当時のディレカンは活気に満ち溢れ、それぞれの思いで会社に来てお互いを牽制したり、励ましあったり、揶揄したり、監督たちが常に集まり大学の部室のようであったという。長谷川和彦も『太陽を盗んだ男』以降、映画は撮っていないが、篠田昇を伴い資生堂の企業VPをアメリカロケで撮ったり、大森一樹もペンタックスの企業VPを撮った。またアダルトビデオという名前が生まれる以前のビデオ撮影本番なしのポルノを池田敏春が監督、黒沢清が助監督で撮影したりした。制作会社の黎明期でもあり、黒沢が演歌のカラオケビデオを撮影したが、「ちゃんとし過ぎ」という理不尽な理由で納品拒否になったこともある。
ディレカンは世間の関心を呼び、雑誌媒体の他、メンバー全員で『11PM』などテレビにも出演、これらを見て触発された若い映画人も少なくない。若い人材の発掘に脚本公募をすると400本集まり『台風クラブ』の脚本・加藤祐司や『東京上空いらっしゃいませ』の脚本・榎祐平などが世に出た。また最後の頃は企画者や助監督のオーディションを打ち上げていた。
既存の大手映画会社やテレビ局と連携し、時には全く独自の製作体制を貫いて、野心的な作品を数多く生み出した。当初、ディレカンは山本勉のように、キティ・フィルム、ニュー・センチュリー・プロデューサーズ、セントラル・アーツなどと掛け持ちしているラインプロデューサーが多かった。その大半は十分に興行成績を上げることができず、発足後数年間に何本もの赤字作品が続いた。1985年の『台風クラブ』の東京国際映画祭の報奨金で製作が決まった1987年の『光る女』は赤字を2億円出した。これを境にイマジカやナックなど現像所や機材屋の支払いが滞るようになり、各プロデューサーが別の会社に行ってもディレカンの名前では業者が受け付けてもらえなくなった。ここに至り、ディレカンでまともに仕事をしてくれるラインプロデューサーがいなくなってしまった。1984年から1987年まで4年間支払われていた各監督への給料制も止まった。1980年代後半にディレカン製作で一番黒字を出したのは、ディレカン外の監督であった長崎俊一監督の『妖女の時代』（1988年）だったという。『台風クラブ』や1987年の『永遠の1/2』、1990年の『東京上空いらっしゃいませ』などは評論家やマスコミ筋からの評価は高かったが、どれも興行成績は芳しくなく、内情は火の車だったといわれる。何とか自助努力で乗り切ろうとオブザーバーにATGの佐々木史朗代表を呼んで話し合いがもたれたこともある。『東京上空いらっしゃいませ』は毎日の資金繰りにつまっていたといわれる。この頃から危機が囁かれていたが、1991年の『真夏の地球』や『風、スローダウン』などは大コケし、メンバー相互の間でも齟齬が起きていたといわれる。毎月の給料制が裏目に出て、全く作品を撮らず、皮肉にも外部の監督たちばかりが起用され、ディレカンを支えた時期が長く続いた。1990年頃に松竹第一興行の奥山和由が長谷川と根岸吉太郎の映画が撮りたくて、松竹の衛星プロダクション的位置付けとして再出発を試行していたが、肝心の長谷川作品の企画が一向に進まないことに松竹が業を煮やし『真夏の地球』だけを残して松竹との連携は絶たれた。末期にはディレカンの監督だと赤字になる危険性があると、よそから監督を連れてくることが増えた。発足当時の監督は赤坂の事務所にあまり来なくなったが、井筒和幸と、自分の作品で赤字を出していた相米はそれを気にしてか毎日事務所に来ていた。また万田邦敏や、西山洋市、植岡喜晴、青山真治といった黒沢清の後輩たちが事務所によく集まっていたという。
失敗の原因として指摘があるのがプロデューサー不在の問題。監督だけが集まっても制作会社は駄目という意見がなされる。末期になると発足当時の監督たちの影に隠れていた社長の宮坂進が独自色を打ち出した。宮坂は現場叩き上げのスタッフより、素人のスタッフを使いたがった。これは監督や役者なら問題なかったが、宮坂は映画の制作経験のないプロデューサーを重用した。この選択ミスがディレカン崩壊の直接の原因ともいわれる。『東方見聞録』の製作費は16億円ともいわれたが、プロデューサーは素人で、予算が集まり切らないうちに現場をスタートさせ、撮影現場は大混乱となった。元々、試写の段階から脚本の不備を指摘する声が上がっていた上、必要以上に大掛かりな滝のオープン・セットを組んだりした井筒の暴走に歯止めをかけられる者もいなかった。
もう一つの失敗の因として挙げられるのが長谷川和彦自身の問題。元々、ディレカンは長谷川監督の作品を誰もが夢見て集まった会社で、期待したし、出資もしたが、次々上がる企画を長谷川が自ら潰した。結局長谷川監督作品は生み出されることはなかった。長谷川は「最年長の俺が言い出しっぺで、まず若い監督から全員撮れ、と言っている間に会社がつぶれてしまった。3人兄弟の末っ子の俺が、慣れない長男役をやったんだなあ。撮らないやつがいる間に俺が（自身の連合赤軍の企画を）つぶすわけにはいかんと。結果、俺以外の監督は全員、新作映画を撮った。その中にはディレカンがなきゃ、できなかった映画もあるんだ。脚本を一般公募した『台風クラブ』とかな」などと述べている。
1991年に映画『東方見聞録』撮影中、死亡事故が起きる。映画は完成したものの遺族との補償問題がこじれて、東映洋画系で公開予定が、突如無期延期され、興行収入の道が断たれ最後の苦況に追い込まれた。かねてより金融機関からの金利負担などで、完全な自転車操業の状態であったが、補償問題も重なり、バブル崩壊もあり、資金を融資してくれていた企業スポンサーからのバックアップもなくなり、1992年5月に倒産廃業となる。設立時のメンバーはほとんど脱退していて、倒産でも責任は免れた。負債総額は2～3億円という報道記事も出たが、実際は10億円を上回ったといわれる。

## 評価
長谷川はディレカン設立時のインタビューで「最低5年は生き残らないといけない。その時には映画界の状況も変わってると思うし、一緒に手を組んでやっていける新しい仲間がきっと見つかると思う。配給系統なんてことはその時に初めて考え得ることかもしれない」などと述べているため、10年続いたディレカンは、よく健闘したという評価もある。最初から個性の強い作家の集団で、お互いの個性がぶつかってすぐに空中分解するのでは危惧もされていた。1960年代以降、日本映画界の撮影所システム崩壊は、段階を追ってゆるやかに進行し、1980年代初頭に最終局面を迎え、1980年代の日本映画は、製作配給会社と雇用契約を結んだ労働者ではなく、フリーの個人事業主が寄り集まって作ることが主流になった。撮影所に助監督として入社し、現場経験を積んだ後に監督に昇格するという、従来のキャリアコース外の新人、自主映画やCM出身者、異業種からの参入が相次いだフリーの映画作家が脚光を浴びたが、そうした時代を象徴する出来事の一つがディレクターズ・カンパニーの結成であった。ディレカンが創立された1982年の映画状況は、史上最低の1億3千万人台の観客動員数を記録した前年からほぼ横ばい。対外的には貿易摩擦、国内的には財政再建の問題を抱え込んで、映画界も不景気の波をもろにかぶり、ジリ貧状態だった。特に日本のメジャー映画会社は自社の製作本数を減少させ、外部のテレビや一般大手企業から出資させ、独立プロダクションに受注製作させることで劇場の穴を埋めてきた。いわば他人の褌で相撲をとってきた状況で、映画会社は大幅な人員削減に乗り出し、リストラされた側は自分たちのプロダクションを作り、全体的に映画界の下請け化に拍車がかかったといえる。ディレカンが創立された1982年前後には、神山征二郎らのこぶしプロダクションや、曽根中生らのフィルムワーカーズ、磯村一路らのユニット・ファイブなど監督たちの集合体が次々設立されたが、いずれも成功したとはいえず、実りある作品を放ちながらメジャー映画会社のラインナップの維持に貢献するも、さらに厳しい状況に落ち込み、末端からその犠牲になった。バブル期に制作プロダクションは本業の映画製作に不安を感じ、不動産投資を安全弁にしようとしたが、バブル崩壊を食らい、ディレカンが倒産した1992年は、不動産への資金流用が失敗した『一杯のかけそば』などを製作したキネマ東京や、『ペンタの空』を製作したサン・プロデュースなど、制作プロダクションの倒産が相次いだ。　
長谷川はまた「とりあえずは10人足らずでスタートするけど、5年たったら20人になってるかもしれない。新しい10人はこれから僕らが発掘したり製造したりしていくわけで、それこそ20年後には僕らの劇場ができたりしたら、もう映画を撮れなくなってる長谷川なんて奴は、劇場の前で大声で呼び込みなんかしてれば大納得だもんね」などと夢を話していたが、"もう映画を撮れなくなってる"という部分だけ予言が当たった。
『噂の眞相』は、ディレカンが倒産した1992年当時、「20年前とは比較にならないほど娯楽の範囲は広がっており、今では誰も映画などという面倒臭いものを必要としていないのだという最低限の認識から出発しなければ、映画の再建はない、遠からずメジャー映画会社も崩壊の道を辿るのは必至で、ディレカンはその小さな雛型であり予兆である」と書いていたが、さらに20年以上経った2016年現在も東宝の一人勝ちとはいえ、メジャー映画会社はしっかり残っている。
鷲谷花はディレカンを「"フリーの映画作家の時代"としての1980年代を象徴する出来事のひとつ」として評価。「黒沢清の商業映画デビューの機会を作り、相米慎二の代表作のいくつかを世に送り出し、同時代のアメリカのホラー映画のローカライゼーションに積極的に取り組むことで、90年代以降のJホラー登場のプラットフォームを準備するなど、活動の意義は多岐にわたる」と評価している。

## 主要作品
1984年
- 人魚伝説（池田敏春監督）
- 逆噴射家族（石井聰亙監督）

1985年
- 台風クラブ（相米慎二監督）
- ドレミファ娘の血は騒ぐ（黒沢清監督）
- 魔性の香り（池田敏春監督）

1986年
- ウホッホ探険隊（根岸吉太郎監督）
- 犬死にせしもの（井筒和幸監督）

1987年
- 永遠の1/2（根岸吉太郎監督）
- 光る女（相米慎二監督）

1988年
- DOOR（高橋伴明監督）
- 死霊の罠（池田敏春監督）
- 妖女の時代（長崎俊一監督、大森一樹脚本）

1989年
- スウィートホーム（黒沢清監督）
- 危ない話（井筒和幸・黒沢清・高橋伴明監督）

1990年
- 東京上空いらっしゃいませ（相米慎二監督）
- マリアの胃袋（平山秀幸監督）

1991年
- 喪の仕事（君塚匠監督）
- 風、スローダウン（島田紳助監督）

1992年
- 東方見聞録（井筒和幸監督）
- 死んでもいい（石井隆監督。『東方見聞録』と同時に撮影が進んでいたが、撮影途中に倒産したため、アルゴプロジェクトが引き継いで完成させた）[1]